# Eosentomon renateae
Eosentomon renateae är en urinsektsart som beskrevs av Bernard 1990. Eosentomon renateae ingår i släktet Eosentomon och familjen trakétrevfotingar. Inga underarter finns listade i Catalogue of Life.